# Wernhard von Maissau
Wernhard von Maissau (auch Wernhard I. von Maissau oder Wernhart von Maissau geschrieben; * 14. Jahrhundert; † nach dem 13. Januar 1380) entstammte der Familie der Maissauer und war unter den Regenten Albrecht III. und Leopold III. von Habsburg Landeshauptmann ob der Enns und Landmarschall des Herzogtums Österreich.

## Leben

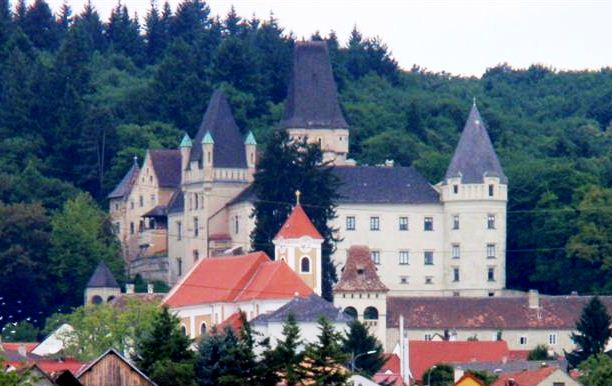
Burg Maissau

Wernhard von Maissau war seit 1346 Besitzer der Burg Maissau. Er trug von etwa 1366 bis zu seinem Tod im Herzogtum Österreich den Titel Oberster Marschall, der damals eher einem repräsentativen Ehrenamt entsprach. Tatsächliche Machtbefugnisse hatte er 1373/74 als Landeshauptmann ob der Enns und von 1375 bis 1378 als Landmarschall des Herzogtums Österreich. Dieses Amt bekleidete sein Neffe Heidenreich von Maissau († 1381) sowohl vor ihm (1368–1375) als auch nach ihm (ab 1378). Heidenreich hatte in den 1370er-Jahren die Kartause Aggsbach begründet, auf deren Stiftungsbrief vom 13. Januar 1380 Wernhards Siegel aufscheint.

## Familie
Wernhard von Maissau war mit Agnes von Mistelbach verheiratet. Ihre Kinder Hans († 1366) und Kathrein starben kinderlos. Kathrein war Zisterzienserin im Stift St. Bernhard, dem Hauskloster und der Grablege der Maissauer. Wernhards Erben waren damit sein Bruder Konrad von Maissau sowie die Söhne seines Neffen Heidenreich von Maissau.
Der namensgleiche Wernhard (II.) von Maissau, Enkel von Wernhards Bruder Konrad von Maissau bzw. Sohn von Wernhards Neffen Otto IV. von Maissau, starb relativ jung und ohne Nachkommen im Jahr 1429 in Gefangenschaft.